# Mikaela Shiffrin
Mikaela Pauline Shiffrin (Vail, 13 de marzo de 1995) es una deportista estadounidense que compite en esquí alpino; bicampeona olímpica y ocho veces campeona mundial.

## Trayectoria
Participó en tres Juegos Olímpicos de Invierno, entre los años 2014 y 2022, obteniendo tres medallas, oro en Sochi 2014 (eslalon) y dos en Pyeongchang 2018, oro en eslalon gigante y plata en la prueba combinada.
Obtuvo quince medallas en el Campeonato Mundial de Esquí Alpino entre los años 2013 y 2025.
En la Copa del Mundo consiguió 101 victorias y 157 podios en total. Ganó la clasificación general de la Copa del Mundo en cinco ocasiones: 2017, 2018, 2019, 2022 y 2023.
Es la esquiadora alpina con el mayor número de victorias en la Copa del Mundo (alcanzando la centena en febrero de 2025) y la primera mujer que ha conseguido victorias en las seis disciplinas del esquí alpino (descenso, supergigante, eslalon, eslalon gigante, paralelo y combinada).

## Palmarés internacional
| Juegos Olímpicos   | Juegos Olímpicos              | Juegos Olímpicos  | Juegos Olímpicos     |
| Año                | Lugar                         | Medalla           | Prueba               |
| ------------------ | ----------------------------- | ----------------- | -------------------- |
| 2014               | Sochi (Rusia)                 | Medalla de oro    | Eslalon              |
| 2018               | Pyeongchang (Corea del Sur)   | Medalla de oro    | Eslalon gigante      |
| 2018               | Pyeongchang (Corea del Sur)   | Medalla de plata  | Combinada            |
| Campeonato Mundial |                               |                   |                      |
| Año                | Lugar                         | Medalla           | Prueba               |
| 2013               | Schladming (Austria)          | Medalla de oro    | Eslalon              |
| 2015               | Beaver Creek (Estados Unidos) | Medalla de oro    | Eslalon              |
| 2017               | St. Moritz (Suiza)            | Medalla de oro    | Eslalon              |
| 2017               | St. Moritz (Suiza)            | Medalla de plata  | Eslalon gigante      |
| 2019               | Åre (Suecia)                  | Medalla de oro    | Eslalon              |
| 2019               | Åre (Suecia)                  | Medalla de oro    | Supergigante         |
| 2019               | Åre (Suecia)                  | Medalla de bronce | Eslalon gigante      |
| 2021               | Cortina d'Ampezzo (Italia)    | Medalla de oro    | Combinada            |
| 2021               | Cortina d'Ampezzo (Italia)    | Medalla de plata  | Eslalon gigante      |
| 2021               | Cortina d'Ampezzo (Italia)    | Medalla de bronce | Eslalon              |
| 2021               | Cortina d'Ampezzo (Italia)    | Medalla de bronce | Supergigante         |
| 2023               | Courchevel/Méribel (Francia)  | Medalla de oro    | Eslalon gigante      |
| 2023               | Courchevel/Méribel (Francia)  | Medalla de plata  | Supergigante         |
| 2023               | Courchevel/Méribel (Francia)  | Medalla de plata  | Eslalon              |
| 2025               | Saalbach (Austria)            | Medalla de oro    | Combinada por equipo |